# Opisthocoelicaudiinae
De Opisthocoelicaudiinae zijn een groep dinosauriërs behorend tot de Titanosauria.
McIntosh creëerde in 1990 een onderfamilie Opisthocoelicaudiinae om Opisthocoelicaudia een plaats te geven.
De eerste definitie als clade was van Paul Sereno in 1998: alle Saltasauridae die nauwer verwant zijn aan Opisthocoelicaudia dan aan Saltasaurus. Per ongeluk spelde Sereno echter de naam verkeerd: "Opisthocoelicaudinae". In 2003 gaven Wilson en Upchurch een verfraaide definitie met de soortnamen (en de correcte spelling): alle Saltasauridae die nauwer verwant zijn aan Opisthocoelicaudia skarzynskii dan aan Saltasaurus loricatus.
De Opisthocoelicaudiinae zijn middelgrote sauropode planteneters uit Noord-Amerika en Azië die leefden van het Coniacien tot en met het eind van het Maastrichtien (80-65 miljoen jaar geleden) toen ze uitstierven.
De Opisthocoelicaudiinae zijn de zustergroep van de Saltasaurinae binnen de Saltasauridae. Mogelijke andere opisthocoelicaudiinen behalve de naamgever zijn Alamosaurus uit Noord-Amerika en Borealosaurus uit China; ook Huabeisaurus uit China en Isisaurus uit India zijn wel genoemd als Opisthocoelicaudiinae maar dit is hoogst onzeker.